# Жуков Олег Євгенович
Олег Євгенович Жуков (Олег Евгеньевич Жуков) (11 жовтня 1973, Іваново, СРСР — 9 лютого 2002, там же) — російський співак, реп-виконавець. Відомий як учасник гурту «Дискотека Авария».

## Біографія
Народився у місті Іваново 11 жовтня 1973 року.
У 1988 року працював у ляльковому театрі, озвучуючи персонажів спектаклей. У 1989 році вступив до Іванівського енергетичного інституту; проте кинув навчання, доучившись до 3-го курсу, і пішов до армії.
З 1991 року почав виступати у групі «Дискотека Аварія», яка була заснована у 1990 році його земляками Миколою Тимофєєвим та Олексієм Рижовим. На ранньому етапі існування групи був фронтменом колективу. Більшість музичної реклами для радіо та композицій групи «Дискотека Авария» було виконано ним самим. Лише на момент виходу третього альбому «Дискотеки Авария» «Марафон» (1999) він розділив роль фронтмена з Миколою Тимофєєвим. До приходу до групи Олексія Сєрова (1974 р. н.) був молодшим учасником колективу. У 2001 році, вже будучи важкохворим, він разом з іншими учасниками групи уклав контракт із виробниками «Pepsi», після чого було знято рекламний ролик «диско-служба Пепсі».

### Хвороба і смерть
Жуков ніколи не скаржився на здоров'я, але влітку 2001 він раптом відчув нездужання, став скаржитися на сильний головний біль. У Таллінні під час гастролей він несподівано зомлів . Торішнього серпня того ж року співак пройшов обстеження, діагноз — пухлина головного мозку. Хвороба прогресувала, співак почав швидко втомлюватися, з того часу він не бере участі у нових розробках групи та рано їде з вечірок. 3 вересня 2001 року було зроблено операцію у Московському НДІ нейрохірургії ім. Бурденко. Після лікування Жуков знову виступав із групою, але тривало це недовго. У листопаді Жуков знову почув себе погано. Останнім кліпом гурту за його участю став відеоролик «На вістря атаки», який було знято в останній день народження. На той час Олегові вже було важко стояти на ногах. Після того, як стан Олега погіршився вдруге, він ліг до онкологічного диспансеру в Іванові. Після лікування підступна хвороба начебто відступила, лікарі заявляли, що Олег іде на виправлення, скоро все буде добре, але жити йому залишалося дуже мало.
9 лютого 2002 після довгої боротьби з раком головного мозку Олег Жуков помер на 29-му році життя у своїй квартирі в Іванові.
11 лютого в Іванові відбулася прощальна панахида та похорон.

## Особисте життя
У Жукова було багато друзів, він був близький із батьками та родичами. За словами Миколи Тимофєєва, Олег «був надзвичайно добрий до всіх людей, особливо до тих, хто був поруч. Він ніколи не відмовляв у допомозі, ось його і звали Містер Доброта, товстун».
З російської поп-музики віддавав перевагу Шуру, Hi-Fi, танцювальні збірки; із зарубіжної — The KLF. Літературні переваги - Артур Конан-Дойл, Уеллс.
Жуков не був одружений і не мав дітей. В останні роки через численні гастролі Олег рідко бував удома.

## Пам'ять
- У березні 2002 року вийшов кліп на композицію Disco Superstar, записану, коли Жуков вже був важко хворий. Кліп було складено з архівних відеозаписів групи 1990—2001 років і присвячений Олегу Жукову.
- Наприкінці травня 2002 року на телеканалі СТС було показано програму, присвячену пам'яті Олега Жукова. У ній були представлені раритетні архівні відеозаписи гурту «Дискотека * Аварія» початку 1990-х років.
- У 2006 році на телеканалі ДТВ було показано програму «Як йшли кумири. Олег Жуков („Дискотека Аварія“)», присвячена пам'яті Олега Жукова.